# Berlag
Berlag, en russe :  Берегово́й исправи́тельно-трудовой ла́герь (« Camp côtier de rééducation par le travail »), est le camp spécial no 5 du MVD de l'URSS. Il appartient à l'organisation du Dalstroï du 28 février 1948 au 25 juin 1954.

## Histoire
Le 28 février 1948, le décret no 00219 du ministère de l'intérieur de l'URSS  annonce la création du camp Spécial no 5  Berlag, subordonné au Dalstroï par le décret no 00469 du ministère de l'intérieur le 29 avril 1948. 
Le Berlag ne fait pas partie du système du Sevvostlag et est à l'origine subordonné au Goulag et au Dalstroï, puis entièrement administré par la gestion des camps de rééducation par le travail du Dalstroï en septembre 1949.
Le camp ferme le 25 juin 1954.

## Nombre de détenus
- novembre 1948 : 4 277
- décembre 948 : 20 758
- 1er janvier 1949 : 15 378
- 1er janvier 1950 : 23 906
- 1er janvier 1951 : 28 716
- 1er janvier 1952 : 31 489
- 1er janvier 1953 : 24 431
- août 1954 : 20 508

Le camp est prévu pour 30 000 à 32 000 détenus.